# Premio The Best FIFA de 2017
Los The Best FIFA Football Awards se concedieron el 23 de octubre de 2017 en Londres, Reino Unido.
El periodo para la evaluación de los jugadores (masculinos y femeninos) y entrenadores, comprendió entre el 20 de noviembre de 2016 al 2 de julio de 2017. Los votos fueron emitidos por periodistas (25 %), seleccionadores nacionales (25 %), capitanes de selecciones nacionales (25 %) y aficionados (usuarios registrados en «fifa.com», 25 %).

## Categoría masculina

### Mejor jugador
| #          | Futbolista        | Club              | Total de votos | Votos de Entrenadores | Votos de Capitanes | Votos de Periodistas | Votos del Público |
| Finalistas | Finalistas        | Finalistas        | Finalistas     | Finalistas            | Finalistas         | Finalistas           | Finalistas        |
| ---------- | ----------------- | ----------------- | -------------- | --------------------- | ------------------ | -------------------- | ----------------- |
| 1          | Cristiano Ronaldo | Real Madrid C. F. | 43.16%         | 10.72%                | 11.11%             | 12.42%               | 8.91%             |
| 2          | Lionel Messi      | F. C. Barcelona   | 19.25%         | 5.5%                  | 4.69%              | 4.75%                | 4.31%             |
| 3          | Neymar            | F. C. Barcelona   | 6.97%          | 1.97%                 | 2.1%               | 1.35%                | 1.55%             |
| Top-10     |                   |                   |                |                       |                    |                      |                   |
| 4          | Gianluigi Buffon  | Juventus F. C.    | 6.82%          |                       |                    |                      |                   |
| 5          | Sergio Ramos      | Real Madrid C. F. | 3.34%          |                       |                    |                      |                   |
| 6          | Luka Modrić       | Real Madrid C. F. | 3.33%          |                       |                    |                      |                   |
| 7          | Toni Kroos        | Real Madrid C. F. | 2.70%          |                       |                    |                      |                   |
| 8          | Marcelo           | Real Madrid C. F. | 2.09%          |                       |                    |                      |                   |
| 9          | N'Golo Kanté      | Chelsea F. C.     | 1.35%          |                       |                    |                      |                   |
| 10         | Luis Suárez       | F. C. Barcelona   | 1.19%          |                       |                    |                      |                   |

| 11 | Pierre-Emerick Aubameyang | B. V. Borussia          | 1.10% |
| 12 | Paulo Dybala              | Juventus F. C.          | 1.07% |
| 13 | Eden Hazard               | Chelsea F. C.           | 1.03% |
| 14 | Zlatan Ibrahimović        | Manchester United F. C. | 0.82% |
| 15 | Andrés Iniesta            | F. C. Barcelona         | 0.82% |
| 16 | Robert Lewandowski        | F. C. Bayern            | 0.77% |
| 17 | Antoine Griezmann         | Atlético de Madrid      | 0.67% |
| 18 | Daniel Carvajal           | Real Madrid C. F.       | 0.62% |
| 19 | Manuel Neuer              | F. C. Bayern            | 0.58% |
| 20 | Keylor Navas              | Real Madrid C. F.       | 0.56% |
| 21 | Arturo Vidal              | F. C. Bayern            | 0.51% |
| 22 | Leonardo Bonucci          | Juventus F. C.          | 0.47% |
| 23 | Alexis Sánchez            | Arsenal F. C.           | 0.45% |
| 24 | Harry Kane                | Tottenham Hotspur F. C. | 0.33% |

### Mejor entrenador
| #          | Entrenador           | Club              | Total de votos | Votos de Entrenadores | Votos de Capitanes | Votos de Periodistas | Votos del Público |
| Finalistas | Finalistas           | Finalistas        | Finalistas     | Finalistas            | Finalistas         | Finalistas           | Finalistas        |
| ---------- | -------------------- | ----------------- | -------------- | --------------------- | ------------------ | -------------------- | ----------------- |
| 1          | Zinedine Zidane      | Real Madrid C. F. | 46.22%         | 10.8%                 | 12.0%              | 12.3%                | 11.12%            |
| 2          | Antonio Conte        | Chelsea F. C.     | 11.62%         | 3.65%                 | 3.33%              | 2.78%                | 1.86%             |
| 3          | Massimiliano Allegri | Juventus F. C.    | 8.78%          | 1.99%                 | 2.39%              | 2.92%                | 1.48%             |

| Resto de candidatos | Resto de candidatos | Resto de candidatos     | Resto de candidatos | Resto de candidatos | Resto de candidatos | Resto de candidatos | Resto de candidatos |
| #                   | Entrenador          | Club                    | Total de votos      |                     |                     |                     |                     |
| ------------------- | ------------------- | ----------------------- | ------------------- | ------------------- | ------------------- | ------------------- | ------------------- |
| 4                   | Joachim Löw         | Alemania                | 7.4%                |                     |                     |                     |                     |
| 5                   | José Mourinho       | Manchester United F. C. | 5.28%               |                     |                     |                     |                     |
| 6                   | Leonardo Jardim     | A. S. Monaco F. C.      | 4.84%               |                     |                     |                     |                     |
| 7                   | Carlo Ancelotti     | F. C. Bayern            | 3.62%               |                     |                     |                     |                     |
| 8                   | Pep Guardiola       | Manchester City F. C.   | 2.88%               |                     |                     |                     |                     |
| 9                   | Tite                | Brasil                  | 2.87%               |                     |                     |                     |                     |
| 10                  | Diego Simeone       | Atlético de Madrid      | 2.77%               |                     |                     |                     |                     |
| 11                  | Luis Enrique        | F. C. Barcelona         | 2.0%                |                     |                     |                     |                     |
| 12                  | Mauricio Pochettino | Tottenham Hotspur F. C. | 1.72%               |                     |                     |                     |                     |

## Categoría femenina

### Mejor jugadora
| #          | Futbolista         | Club                                  | Total de votos | Votos de Entrenadores | Votos de Capitanes | Votos de Periodistas | Votos del Público |
| Finalistas | Finalistas         | Finalistas                            | Finalistas     | Finalistas            | Finalistas         | Finalistas           | Finalistas        |
| ---------- | ------------------ | ------------------------------------- | -------------- | --------------------- | ------------------ | -------------------- | ----------------- |
| 1          | Lieke Martens      | Rosengård                             | 21.72%         | 5.92%                 | 5.76%              | 6.6%                 | 3.44%             |
| 2          | Carli Lloyd        | Houston Dash Manchester City W. F. C. | 16.28%         | 4.35%                 | 4.28%              | 4.57%                | 3.08%             |
| 3          | Deyna Castellanos  | Florida State Seminoles               | 11.69%         | 1.12%                 | 1.13%              | 1.27%                | 8.17%             |
| Top-10     |                    |                                       |                |                       |                    |                      |                   |
| 4          | Dzsenifer Marozsán | Olympique Lyonnais                    | 11.47%         |                       |                    |                      |                   |
| 5          | Pernille Harder    | Linköpings F. C.                      | 11.06%         |                       |                    |                      |                   |
| 6          | Vivianne Miedema   | F. C. Bayern                          | 6.28%          |                       |                    |                      |                   |
| 7          | Wendie Renard      | Olympique Lyonnais                    | 5.79%          |                       |                    |                      |                   |
| 8          | Jodie Taylor       | Arsenal L. F. C.                      | 5.79%          |                       |                    |                      |                   |
| 9          | Lucy Bronze        | Manchester City W. F. C.              | 5.04%          |                       |                    |                      |                   |
| 10         | Samantha Kerr      | Sky Blue F. C.                        | 4.88%          |                       |                    |                      |                   |

### Mejor entrenador
| #          | Entrenador      | Club               | Total de votos | Votos de Entrenadores | Votos de Capitanes | Votos de Periodistas | Votos del Público |
| Finalistas | Finalistas      | Finalistas         | Finalistas     | Finalistas            | Finalistas         | Finalistas           | Finalistas        |
| ---------- | --------------- | ------------------ | -------------- | --------------------- | ------------------ | -------------------- | ----------------- |
| 1          | Sarina Wiegman  | Países Bajos       | 36.28%         | 10.2%                 | 9.35%              | 9.46%                | 7.23%             |
| 2          | Nils Nielsen    | Dinamarca          | 12.64%         | 3.65%                 | 3.52%              | 3.55%                | 1.84%             |
| 3          | Gérard Prêcheur | Olympique Lyonnais | 9.37%          | 1.96%                 | 2.57%              | 3.15%                | 1.69%             |

| Resto de candidatos | Resto de candidatos | Resto de candidatos | Resto de candidatos | Resto de candidatos | Resto de candidatos | Resto de candidatos | Resto de candidatos |
| #                   | Entrenador          | Club                | Total de votos      |                     |                     |                     |                     |
| ------------------- | ------------------- | ------------------- | ------------------- | ------------------- | ------------------- | ------------------- | ------------------- |
| 4                   | Emma Hayes          | Chelsea L. F. C.    | 8.63%               |                     |                     |                     |                     |
| 5                   | Ralf Kellermann     | VfL Wolfsburg       | 6.94%               |                     |                     |                     |                     |
| 6                   | Florence Omagbemi   | Nigeria             | 6.77%               |                     |                     |                     |                     |
| 7                   | Olivier Echouafni   | Francia             | 5.21%               |                     |                     |                     |                     |
| 8                   | Dominik Thalhammer  | Austria             | 5.20%               |                     |                     |                     |                     |
| 9                   | Xavi Llorens        | F. C. Barcelona     | 4.74%               |                     |                     |                     |                     |
| 10                  | Hwang Yong-Bong     | Corea del Norte     | 4.26%               |                     |                     |                     |                     |

## FIFA FIFPro World 11
| Nombre            | Club(s)                                       |
| Portero           | Portero                                       |
| ----------------- | --------------------------------------------- |
| Gianluigi Buffon  | Juventus F. C.                                |
| Defensas          |                                               |
| Dani Alves        | - Juventus F. C. - París Saint-Germain F. C.  |
| Leonardo Bonucci  | - Juventus F. C. - A. C. Milan                |
| Sergio Ramos      | Real Madrid C. F.                             |
| Marcelo           | Real Madrid C. F.                             |
| Centrocampistas   |                                               |
| Luka Modrić       | Real Madrid C. F.                             |
| Toni Kroos        | Real Madrid C. F.                             |
| Andrés Iniesta    | F. C. Barcelona                               |
| Delanteros        |                                               |
| Lionel Messi      | F. C. Barcelona                               |
| Cristiano Ronaldo | Real Madrid C. F.                             |
| Neymar            | - F. C. Barcelona - París Saint-Germain F. C. |

### Otros nominados
| POR (4)         | Jan Oblak, David de Gea, Keylor Navas, Manuel Neuer |
| DEF (16)        | David Alaba, Jordi Alba, Samuel Umtiti, Antonio Valencia, Jérôme Boateng, Dani Carvajal, Giorgio Chiellini, David Luiz, Diego Godín, Mats Hummels, Philipp Lahm, Javier Mascherano, Pepe, Gerard Piqué, Thiago Silva, Raphael Varane |
| MED (12)        | Thiago Alcántara, Sergio Busquets, Casemiro, Philippe Coutinho, N'Golo Kanté, Mesut Ozil, Eden Hazard, Paul Pogba, Isco, Nemanja Matic, Marco Verratti, Arturo Vidal                                                                 |
| DEL (12)        | Edinson Cavani, Gareth Bale, Karim Benzema, Paulo Dybala, Antoine Griezmann, Harry Kane, Zlatan Ibrahimović, Robert Lewandowski, Romelu Lukaku, Alexis Sánchez, Luis Suárez, Kylian Mbappé                                           |
| Fuente: World11 | |

## Mejor guardameta del año
| #          | Futbolista            | Club                    | Total de votos | Votos de Entrenadores | Votos de Capitanes | Votos de Periodistas | Votos del Público |
| Finalistas | Finalistas            | Finalistas              | Finalistas     | Finalistas            | Finalistas         | Finalistas           | Finalistas        |
| ---------- | --------------------- | ----------------------- | -------------- | --------------------- | ------------------ | -------------------- | ----------------- |
| 1          | Gianluigi Buffon      | Juventus F. C.          | 42.42%         |                       |                    |                      |                   |
| 2          | Manuel Neuer          | F. C. Bayern            | 32.32%         |                       |                    |                      |                   |
| 3          | Keylor Navas          | Real Madrid C. F.       | 10.10%         |                       |                    |                      |                   |
| Top-8      |                       |                         |                |                       |                    |                      |                   |
| 4          | Thibaut Courtois      | Chelsea F. C.           | 9.09%          |                       |                    |                      |                   |
| 5          | Hugo Lloris           | Tottenham Hotspur F. C. | 3.03%          |                       |                    |                      |                   |
| 6          | Jan Oblak             | Atlético de Madrid      | 2.02%          |                       |                    |                      |                   |
| 7          | Marc-André ter Stegen | F. C. Barcelona         | 1.01%          |                       |                    |                      |                   |
| 8          | Alisson Becker        | A. S. Roma              | 0.01%          |                       |                    |                      |                   |

## Mejor gol del año
| Posición | Futbolista        | Club          | Total de votos |
| -------- | ----------------- | ------------- | -------------- |
| 1        | Olivier Giroud    | Arsenal F. C. | 36.17%         |
| 2        | Oscarine Masuluke | Baroka F. C.  | 27.48%         |
| 3        | Deyna Castellanos | Venezuela     | 20.47%         |

## Premio Fair Play
| Ganador      |
| ------------ |
| Francis Koné |

## Premio a la afición
| Ganador      |
| ------------ |
| Celtic F. C. |